# Eriksdal, Sjöbo kommun
Eriksdal är en ort i Röddinge socken i Sjöbo kommun belägen i Fyledalen.
Eriksdal var stationsort vid Malmö-Simrishamns Järnvägar (MSJ). På höjden norr om stationen fanns tidigare en kolgruva. Numera används åsen som sandtäkt.